# Zöldszárnyú dobosdaru
A zöldszárnyú dobosdaru (Psophia viridis) a madarak osztályának darualakúak (Gruiformes) rendjébe és a dobosdarufélék (Psophiidae) családjába tartozó faj.

## Előfordulása
Brazíliában és Bolíviában, az Amazonas medencéjében honos. Erdők talaján él.

## Megjelenése
Testhossza 50 centiméter, testtömege 1100 gramm. Feje, nyaka és hasi része fekete. Szárnya lekerekített és zöldes színű, háta púpos és vörösesbarna. Nevét dobolásszerű hangjáról kapta.

## Életmódja
Kis csapatokban az erdő talaján viszonylag gyorsan futkározva keresgéli lehullott gyümölcsökből, magvakból és rovarokból álló táplálékát. Rossz repülő, inkább az erős lábain közlekedik.

## Szaporodása
Fák odvaiba, vagy ágvilláira rakja gallyakból és levelekből készült fészkét.

## Külső hivatkozások
- Képek az interneten a zöldszárnyú dobosdaruról
- Internet Bird Collection - videók a fajról